# Pachybrachis trinotatus
Pachybrachis trinotatus  (лат.) — вид жуков-скрытоглавов из семейства листоедов (Chrysomelidae). Северная Америка: Канада и США. Длина самцов 3,09 ± 0,13 мм, ширина 1,75 ± 0,09 мм. Окраска в основном чёрная с желтоватыми отметинами на переднеспинке. Ассоциирован со зверобоями Hypericum punctatum L., Hypericum punctatum, Hypericum perforatum L., Hypericum dolabriforme Vent. (Clusiaceae) и Ceanothus americanus L. (Rhamnaceae). Вид был впервые описан в 1847 году американским энтомологом F. E. Melsheimer
.